# Ирдым
Ирдым — река в России, протекает в Верхошижемском и Кумёнском районах Кировской области. Устье реки находится в 34 км по правому берегу реки Ивкина. Длина реки составляет 23 км.
Исток реки в холмах Вятского Увала южнее граничащих друг с другом деревень Большие Блины, Малые Блины и Ирдым (Калачиговское сельское поселение) в 4 км северо-восточнее села Среднеивкино и в 23 км к востоку от посёлка Верхошижемье. Река течёт на северо-восток, затем на северо-запад. До деревень Большие Блины, Малые Блины и Ирдым имеет сухое русло, ниже этих деревень течёт по ненаселённому лесу. Притоки — Плоская, ручьи Горячий, Студёный и Зимний (правые); Шухра (левый). В нижнем течении образует границу Верхошижемского и Кумёнского районов. Впадает в Ивкину у деревни Русские (Нижнеивкинское городское поселение).

## Данные водного реестра
По данным государственного водного реестра России относится к Камскому бассейновому округу, водохозяйственный участок реки — Вятка от города Киров до города Котельнич, речной подбассейн реки — Вятка. Речной бассейн реки — Кама.
Код объекта в государственном водном реестре — 10010300312111100034723.